# Алоис Алцхаймер
Алоис Алцхаймер (на немски: Alois Alzheimer) е германски психиатър и невропатолог, колега на Емил Крепелин.

## Научна дейност
Алцхаймер има заслуги за идентифицирането на първия публикуван случай на „пресенилна деменция“, която по-късно Крепелин идентифицира като болестта на Алцхаймер.
През 1901 г. Алцхаймер наблюдава пациентка във Франкфуртския приют на име Аугусте Детер. Петдесетгодишната жена имала странни поведенчески симптоми, включително и загуба на краткотрайната памет. Тази пациентка се превръща в мания за него в следващите години. През април 1906 Детер умира и Алцхаймер изпраща записките си и мозъка ѝ в Мюнхен, където работи в лабораторията на Крепелин.